# 티자니 라인더르스
티자니 라인더르스(네덜란드어: Tijjani Martinus Jan Reijnders Lekatompessy, 1998년 7월 29일 ~ )는 네덜란드의 축구 선수이다. 그의 포지션은 중앙 미드필더로, 현재 잉글랜드 프리미어리그의 맨체스터 시티에서 활약하고 있다.

## 어린 시절
즈볼러에서 태어난 라인더르스는 전직 축구 선수였던 마르틴 라인더르스의 아들이며, 동생인 엘리아노 라인더르스 역시 축구 선수로 활동하고 있다. 라인더르스는 어머니를 통해서 몰루칸 혈통을 갖고 있다.

## 클럽 경력

### 초기 경력
라인더르스는 어린 나이에 축구계에 입문하였고, 그는 FC 트벤터 유소년 팀에서 청소년 선수 생활을 시작하였고, U-17 팀까지 FC 트벤터에서 뛰다가 방출되어 CSV '28에서 2015년부터 2016년까지 1년간 뛰었다.
2016년, 라인더르스는 고향 팀인 PEC 즈볼러 U-19에 입단하였고, 이후 1군 선수단에 합류했다. PEC 즈볼러에서도 라인더르스는 단 1년만 뛰었다.

### AZ
2017년, 그의 커리어 발전은 빠르게 가속화되었다. 현지 알디 슈퍼마켓에서 근무하고 즈볼러에서 훈련을 받던 그는 AZ의 U-21 팀으로 이적했고,  2018년 1군으로 승격하였다.
2020년, 그는 1월부터 6월까지 6개월간 RKC 발베이크로 임대되었다. 그 후, 라인더르스는 AZ로 복귀해 1군 주전 선수가 되었고, 2022-23년 UEFA 유로파컨퍼런스리그 준결승전에서 활약했다.

### 밀란
2023년 7월 19일, 라인더르스는 세리에 A의 밀란과 2028년까지 5년 계약을 맺고 이적했다.

## 국가대표팀 경력
- 2024 UEFA 유로

## 수상 내역

#### 밀란
- 수페르코파 이탈리아나 : 2024

개인
- 세리에 최우수 미드필더 : 2024-25
- 세리에 시즌의 팀 : 2024-25
- 에레디비시 이 달의 팀: 2023년 4월[9]